# جمال محمود
جمال محمود (انگلیسی: Jamal Mahmoud؛ زاده ۱ مهٔ ۱۹۷۳) یک بازیکن فوتبال اهل اردن است.